# Sergentomyia dolichopus
Sergentomyia dolichopus är en tvåvingeart som först beskrevs av Emile Abonnenc och Courtois 1970.  Sergentomyia dolichopus ingår i släktet Sergentomyia och familjen fjärilsmyggor. Inga underarter finns listade i Catalogue of Life.